# Brederode (Unternehmen)
Brederode ist ein Private-Equity-Unternehmen mit Sitz in Luxemburg. Es ist an der Euronext in Brüssel und an der Börse Luxemburg notiert.

## Geschichte
Die heutige Investmentfirma entstand im Laufe der Jahre aus sechs verschiedenen Unternehmen eng verbunden mit der Belgischen Kolonialgeschichte. Die frühesten Wurzeln reichen also bis ins Jahr 1804 zurück. Die ursprünglichen Firmen, die heute alle zusammengeschlossen als Brederode Firmieren waren: Auximines (1899-2010), Belgo-Katanga (1910-2000), Cotoni (1920-1989), Afrifina (1929-2003), Monceau-Zolder (1804-2000) und La Lieve (1864-1999).
2014 folgte eine Fusion mit Acturus in Luxemburg und formte das Unternehmen in heutiger Form.

## Beteiligungen
Brederode investiert in Private Equity über diverse Anbieter und deren Fonds. Die größten Positionen hielt man Ende 2023 in Carlyle / Alpinvest und EQT.
Des Weiteren hält Brederode nennenswerte Aktienpositionen in Unternehmen wie Mastercard und Alphabet, Novartis oder Iberdrola.